# Test de Mako Mori

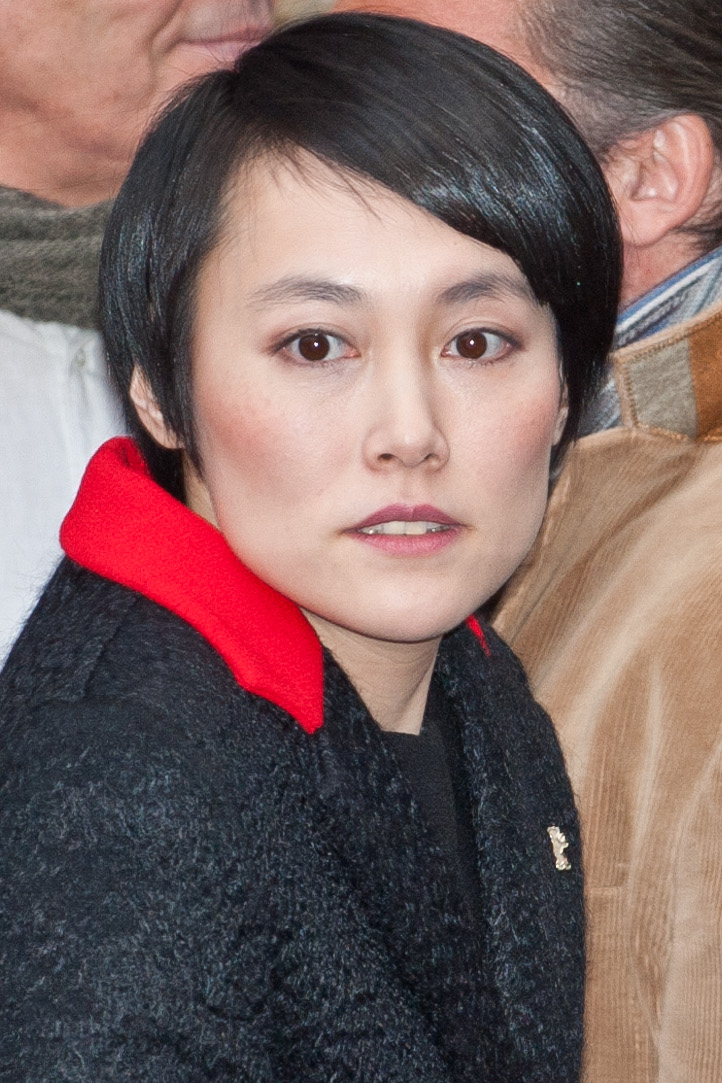
Le rôle de Mako Mori interprété par Rinko Kikuchi.

Le test Mako Mori est un ensemble d'exigences conçues pour mesurer le niveau d'égalité entre les genres dans un film ou une émission de télévision.

## Présentation
Le test est né du constat suivant : même si le film Pacific Rim accorde une plutôt bonne représentation au genre féminin, il échoue au test de Bechdel. 
Son nom est issu de celui d'un personnage féminin du film Pacific Rim, Mako Mori interprété par Rinko Kikuchi.
Le test est décrit comme suit,, :
1. Le film doit avoir au moins un personnage féminin ;
2. Ce personnage a son propre arc narratif ;
3. Cet arc ne consiste pas à être le faire-valoir d'un personnage masculin.

Ce test permet de mettre en valeur des personnages féminins forts, comme Veuve noire dans Avengers. Mais il n'est pas non plus une preuve de féminisme, d'autant plus que le personnage de Mako Mori est victime du syndrome Trinity : un personnage féminin fort qui s'efface au profit du héros masculin.
Plusieurs films échouent à ce test, comme Suicide Squad ou La Revanche d'une blonde.